# Ana Belén Vázquez Blanco
Ana Belén Vázquez Blanco, née le 27 janvier 1975, est une femme politique espagnole membre du Parti populaire (PP).
Elle est élue députée de la circonscription d'Ourense lors des élections générales de mars 2000. 

## Biographie

### Profession
Elle est licenciée en droit et possède un master en gestion publique. Elle est fonctionnaire du corps supérieur de l'administration locale.

### Carrière politique
Elle a été maire de Bande. Elle est actuellement coordinatrice de participation du Parti populaire d'Orense et membre du comité exécutif provincial ainsi que de la Junte directive nationale.
Le 12 mars 2000, elle est élue députée pour Ourense au Congrès des députés et réélue en 2004, 2008, 2011 et 2016.